# Investigation of the Ukrainian Famine, 1932—1933: Oral History Project of the Commission on the Ukraine Famine

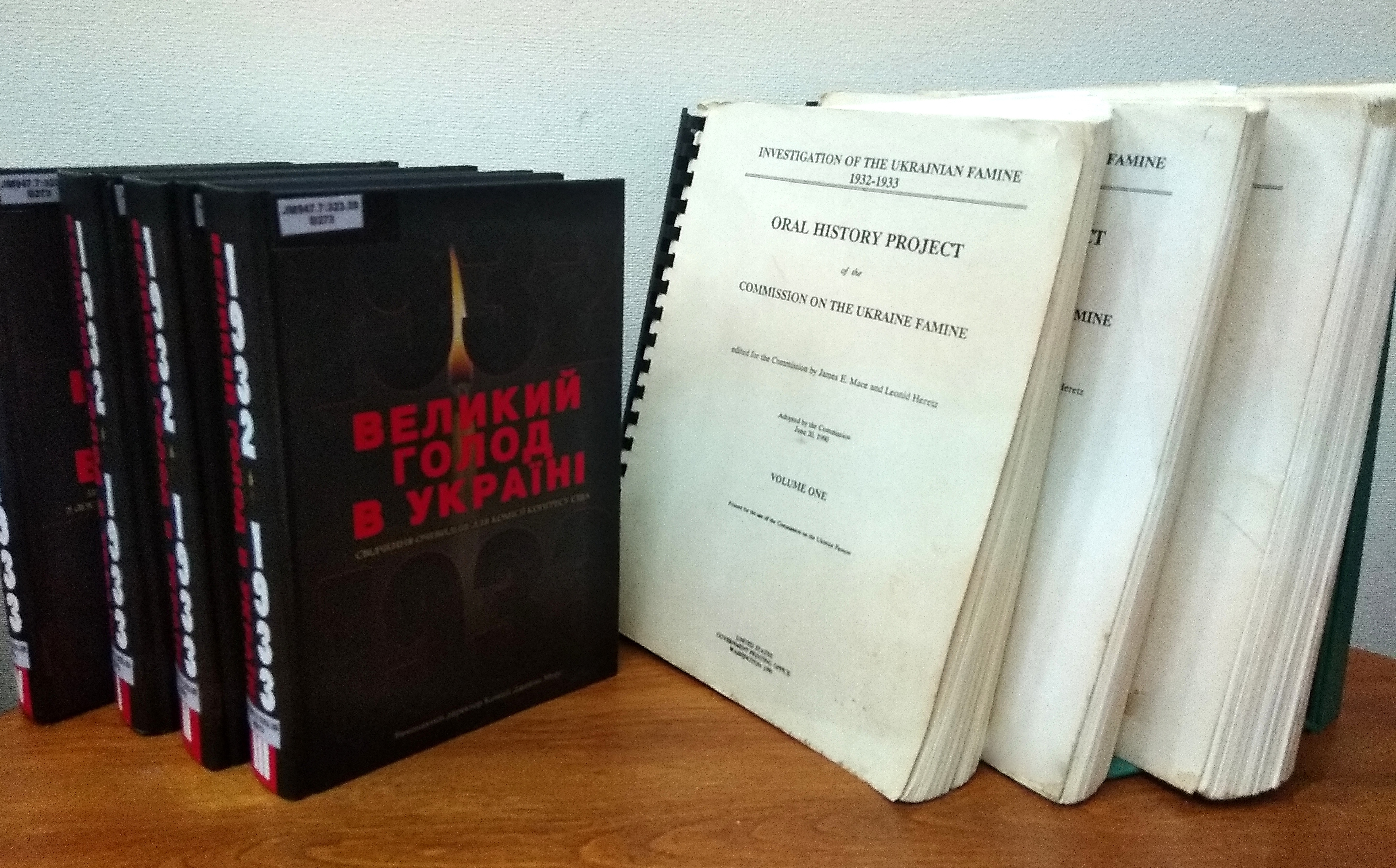
Тритомник матеріалів Комісії Конгресу та його пізніше перевидання

Investigation of the Ukrainian Famine, 1932—1933: Oral History Project of the Commission on the Ukraine Famine (укр. Дослідження українського голодомору, 1932—1933: Проєкт усної історії Комісії з питань голодомору в Україні) — збірка документів та матеріалів, підготовлених за результатами роботи Комісією Конгресу США з питань Голодомору за редакції Джеймса Мейса і Леоніда Гереца. До  тритомного зібрання обсягом 1734 сторінки увійшло понад 200 документальних свідчень людей, що пережили Голодомор 1932—1933 . Звіт Комісії було опубліковано у 1990 році у Вашингтоні. Матеріали Комісії було перевидано як чотиритомник у 2008 році у видавництві «Києво-Могилянська академія». У нове видання увійшло три томи свідчень очевидців голоду та четвертий том — український переклад звіту Комісії. Повний текст доступний на сайті Інституту історії НАН України . Збірка вийшла п’ятитисячним тиражем з правом на додатковий наклад.